# Điệp viên áo đen 3
Điệp viên áo đen 3 (tên gốc tiếng Anh: Men in Black 3, Men in Black III hay MIB³) là một bộ phim hành động khoa học viễn tưởng truyện tranh 3D của Mỹ 2012 do Barry Sonnenfeld đạo diễn và có sự tham gia của Will Smith, Tommy Lee Jones và Josh Brolin. Đây là phần cuối cùng trong loạt phim điện ảnh Men in Black dựa trên The Men in Black của Lowell Cunningham do Marvel và Malibu Comics xuất bản. Phim công chiếu 15 năm sau phần gốc Men in Black (1997) và 10 năm sau phần hai Men in Black II (2002). Điệp viên áo đen 3 được công chiếu ngày 25 tháng 5 năm 2012 tại Hoa Kỳ và Việt Nam, thu về $624 triệu toàn cầu, trở thành phần có doanh thu cao nhất trong loạt phim.

## Nội dung
Năm 2012, một tên tội phạm ngoài hành tinh, Boris súc vật (Boris the Animal) từ chủng tộc Boglodite đã trốn thoát khỏi một nhà tù an ninh tối đa trên mặt trăng và trở về Trái Đất để trả thù Đặc vụ K, người bắn đứt cánh tay trái và bắt giam hắn năm 1969. Anh ta đối mặt với K đi cùng là Đặc vụ J, hắn nói rằng K "đã chết rồi". Sau đó J phát hiện ra K không chỉ chịu trách nhiệm bắt giam Boris mà còn triển khai "ArcNet", một tấm lá chắn giúp ngăn cản bọn Boglodite tiến vào Trái Đất và gây nên cuộc xâm lược.
Boris du hành thời gian ngược về năm 1969 để giết đặc vụ K trẻ. Khi lịch sử bị thay đổi và K bị giết, J phát hiện ra chỉ có trí nhớ của mình không bị ảnh hưởng và không ai ở cơ quan mật vụ hiểu được nỗi ám ảnh của anh với K. Giám đốc mới là Đặc vụ O suy luận rằng đã có một quãng đứt gãy thời gian-không gian liên tiếp. Không có K và ArcNet chưa bao giờ được triển khai, sẽ không có gì để bảo vệ Trái Đất hiện tại khỏi cuộc xâm lược của Boglodite, vì thế J có nhiệm vụ phải du hành thời gian chặn Boris để cứu K.
Trở lại năm 1969, J đến đảo Coney sau khi đọc từ hồ sơ của Cơ quan mật vụ rằng tại đây vào năm 1969, Boris sẽ phạm phải một vụ giết người. J phát hiện và suýt bắt được Boris, nhưng bị K trẻ của năm 1969 phát hiện và bắt giữ. Khi anh chuẩn bị xóa trí nhớ của J và J nài nỉ đừng làm, K phút chót lại quyết định tin J và cùng J đi điều tra. Hai người lần theo manh mối dẫn họ đến một chỗ tập bowling và tiếp đó là quán The Factory, nơi họ gặp một người ngoài hành tinh tên là Griffin. Người này có thể nhìn thấy dòng thời gian và hậu quả tiềm năng trong tương lai, đồng thời là chủ nhân của ArcNet lúc đó. Anh cảm nhận Boris đang đến và chạy trốn, nhưng sau cùng vẫn bị Boris bắt được, khiến K và J phải đuổi theo để giải cứu Griffin, đoạt lại ArcNet. Sau khi bị Griffin lừa cho ArcNet giả, Boris 1969 tức giận nhưng gặp được Boris 2012 vừa trở về, chúng lên kế hoạch cướp lại ArcNet và giết K. Cùng lúc đó, tàu Apollo 11 đang chuẩn bị đưa Neil Armstrong và Buzz Aldrin lên tàu vũ trụ. Lúc hai đặc vụ chuẩn bị lên tàu vũ trụ thì James Darrell Edwards Jr., một đại tá quân đội và cũng là cha của J, chặn họ lại. Griffin tiên đoán tương lai cho ông xem và ông đã bị thuyết phục. Sau đó, 2 đặc vụ lên tháp phóng tàu còn Griffin thì ở lại. Họ đã gặp 2 Boris sau khi lên tháp. Boris 2012 đánh nhau với J và Boris 1969 đánh nhau với K. Sau khi bị trúng tên, J đã đẩy Boris 2012 xuống và quay ngược thời gian lại vài phút và lần này anh đã né được các mũi tên của Boris. Anh đẩy hắn xuống và hắn đã chết do nhiệt độ quá cao khi tên lửa chuẩn bị phóng. Cùng lúc đó, K lên được và lắp ArcNet vào mũi tên lửa. Lúc cha của J và K chuẩn bị phục kích Boris 1969 thì hắn đi ra và phóng gai giết chết cha của J xong hắn biến hình và kêu K bắt hắn, nhưng K lại rút súng ra bắn chết hắn. J thời nhỏ từ xe đi ra và K đã nói dối cậu về cái chết của cha cậu. J vừa xem, vừa cảm động khôn nguôi. Anh liền trở về năm 2012.
Sau khi trở về, anh đã gặp lại K. 2 người nói chuyện với nhau một hồi, sau đó bỏ đi. Nhưng họ không thấy Griffin ở đó. Griffin liền bảo rằng đây là thời khắc anh yêu thích mới trong lịch sử loài người nhưng anh đã phát hiện ra K quên trả tiền boa và một thiên thạch sắp rơi xuống Trái Đất. K phát hiện ra và kịp thời trả tiền và thiên thạch đã đâm vào một cái vệ tinh. Cuối cảnh, Griffin vui mừng nói: Thật là một phen suýt chết.

## Diễn viên
- Will Smith và Cayen Martin vai James Darrell Edwards III / Đặc vụ J 
 Một đặc vụ MIB, đồng thời là cộng sự và người bạn lâu năm của K. Smith đóng J ở hiện tại còn Martin đóng J lúc còn nhỏ năm 1969.
- Tommy Lee Jones và Josh Brolin vai Kevin Brown / Đặc vụ K 
 Một cựu đặc vụ của MIB và là cộng sự lâu năm của J. Jones đóng K ở hiện tại và Brolin đóng K năm 1969.
- Jemaine Clement vai Boris the Animal 
 Một tên ngoài hành tinh tàn nhẫn với mối thù không đội trời chung với K.
- Michael Stuhlbarg vai Griffin 
 Một người ngoài hành tinh với khả năng nhìn thấu mọi thứ.
- Emma Thompson và Alice Eve vai Đặc vụ O 
 Giám đốc của MIB. Thompson đóng O ở hiện tại và Eve đóng O năm 1969.
- Mike Colter vai Đại tá James Darrell Edwards Jr. 
 Một đại tá quân đội và là cha J.
- Nicole Scherzinger vai Lilly Poison 
 bạn gái cũ của Boris.
- Michael Chernus vai Jeffrey Price 
 Một nhân viên cửa hàng công nghệ điện tử sở hữu công nghệ du hành thời gian.
- David Rasche vai Đặc vụ X 
 Giám đốc MIB năm 1969.
- Keone Young vai Wu 
 Chủ nhà hàng người Hoa, một người ngoài hành tinh.
- Bill Hader vai Andy Warhol / Đặc vụ W 
 Nghệ sĩ có thật là đặc viên ngầm của MIB.
- Lenny Venito vai cái đầu làm bóng bowling 
 An unnamed alien with a detachable head who works at a bowling alley.
- David Pittu as Roman the Fabulist 
 An alien posing as a fortune teller.
- Lanny Flaherty vai Obadiah Price 
 Nhà sáng chế công nhệ du hành thời gian và cha của Jeffrey.

## Sản xuất
Tiền đề của phim từng được Will Smith đề xuất với đạo diễn Barry Sonnenfeld trong quá trình quay Men in Black II (2002), khi Smith gợi ý rằng nhân vật của anh, đặc vụ J du hành thời gian ngược để cứu cộng sự của mình là đặc vụ K, trong khi đó vừa khám phá ra tiểu sử của K. Sonnenfeld nói rằng ý tưởng này "hóa ra trở thành một quá trình phát triển rất lâu, chủ yếu là bởi những vấn đề nút thắt của du hành thời gian. Có thông tin rằng Smith và các nhà điều hành không tin vào việc mang Sonnenfeld trở lại ghế đạo diễn vì những mâu thuẫn khi làm Men in Black II. Trong một vụ kiện chống lại những đồng nghiệp cũ của mình thông qua các khoản hoa hồng, Sonnenfeld cáo buộc Sony cân nhắc chọn những đạo diễn khác cho Đặc vụ áo đen 3. Cuối cùng Sonnenfeld thuyết phục tất cả những người tham gia rằng ông có một tầm nhìn mạnh cho bộ phim.
Phim lần đầu được công bố vào ngày 1 tháng 4 năm 2009 bởi chủ tịch hãng Sony Pictures Entertainment là Rory Bruer trong một buổi thuyết trình ShoWest của Sony. Đến tháng 10 năm 2009, Etan Cohen được thuê để viết kịch bản. Sonnenfeld đọc kịch bản và bắt đầu làm việc vào tháng 1 năm 2010. Đến tháng 3 năm 2010, Will Smith vẫn do dự chưa quyết có đóng phần này hay tham gia một phim khác là The City That Sailed. Vào tháng 5 năm 2010, Sonnenfeld đã xác nhận sự trở lại của Tommy Lee Jones và Smith. Năm 2008 cả hai đã từng bày tỏ sự quan tâm đến việc đảm nhận các vai diễn của họ. Các đội ngũ khác bao gồm Walter F. Parkes và Laurie MacDonald làm nhà sản xuất, Steven Spielberg làm nhà sản xuất điều hành, tất cả đều từng là nhà sản xuất của hai phần phim trước.
Những bức ảnh sau hậu trường phim xuất hiện trực tuyến vào ngày 17 tháng 11 năm 2010, chiếu Smith, Jones, Emma Thompson và Nicole Scherzinger đang ở trên phim trường. Quá trình quay dự kiến được tiếp tục từ tháng 3 đến tháng 6 năm 2011. Quá trình quay hoàn tất vào tháng 4 năm 2011 tại Công viên Morris, Bronx. Phân cảnh ở đảo Coney và Brooklyn đã có giấy phép đỗ xe và quay phim đăng lên vào ngày 24 tháng 4 và 2-4 tháng 5 năm 2011, giấy phép ghi ngày sản xuất có nhan đề là MIB3. Quá trình quay cũng diễn ra tại khu phố SoHo, Manhattan.
Đối với phim, Ford Taurus SHO được chọn làm chiếc xe chính thức của MIB, thay thế hai chiếc Ford LTD Crown Victoria và Mercedes-Benz E-Class từ hai phần trước. Đối với phân cảnh năm 1969, 1964 Ford Galaxie được sử dụng làm xe chính thức của MIB. Sân vận động Shea từng xuất hiện trong Men in Black năm 1997 đã phải được tái tạo lại bằng CGI, sau khi nó bị phá hủy vào năm 2008.

## Công chiếu
Dưới quyền phân phối của Columbia Pictures, phim công chiếu vào 25 tháng 5 năm 2012 tại các cụm rạp ở Hoa Kỳ. Tại Việt Nam, Lotte Cinema phát hành Đặc vụ áo đen 3 trên toàn quốc cũng vào ngày 25 tháng 5.

### Giải trí tại gia
Đặc vụ áo đen 3 được phát hành trên DVD, Blu-ray và Blu-ray 3D vào ngày 30 tháng 11 năm 2012, đồng thời khuyến mại thêm bộ ba box set Men in Black trên Blu-ray.

### Tiếp thị
Activision đã phát hành MIB: Alien Crisis vào ngày 22 tháng 5 năm 2012 cho Xbox 360, PlayStation 3 và Nintendo Wii, trong đó có một đặc vụ chưa bao giờ xuất hiện trước đó ngoài đặc vụ K và J. Gameloft cũng phát triển một video game trên điện thoại di động dựa trên bộ phim, phát hành ngày 17 tháng 5 năm 2012 trên iOS và Android.

## Âm nhạc
Nhạc nền trong phim do nhạc sĩ Danny Elfman soạn, được phát hành ngày 29 tháng 12, bốn ngày sau khi phim công chiếu. Bài hát "Back in Time của Pitbull không có trong album nhạc phim nhưng đi kềm ở phần chạy chữ cuối phim. Ca khúc được phát hành thành đĩa đơn ngày 26 tháng 3 năm 2012. Đây là đĩa đơn chính đầu tiên phát hành cùng với một phần phim Men in Black không có Will Smith tham gia thu âm.